# Pusiola ochreata
Pusiola ochreata là một loài bướm đêm thuộc phân họ Arctiinae, họ Erebidae.